# Aedes gani
Aedes gani är en tvåvingeart som beskrevs av Bonne-wepster 1940. Aedes gani ingår i släktet Aedes och familjen stickmyggor. Inga underarter finns listade i Catalogue of Life.